# Zizia
Zizia es un género de la familia Apiaceae, nativo de EE. UU. y Canadá, nombrado en honor del botánico Johann Baptist Ziz.
Como es típico de las plantas de la familia Apiaceae, las plantas en este género dan flores en umbelas.

## Especies
Hay datadas 3 especies pertenecientes al género Zizia:
- Zizia aurea
- Zizia aptera''
- Zizia trifoliata

Entre Z. aurea y Z. aptera parece haber cierta confusión, y son denominadas las dos vulgarmente "golden Alexanders"